# Lokinė
Lokinė (hist., pol. Łukinia, Łukina, Łukinie) – wieś na Litwie położona w rejonie wiłkomierskim okręgu wileńskiego, 18 km na północny zachód od Wiłkomierza.

## Historia

### Własność
Pierwsza wzmianka o Łukini pochodzi z 1585 roku, kiedy dobra te należały do rodziny Dowmont-Siesickich i były częścią klucza siesickiego, następnie majątek ten należał do Radziwiłłów i Grothusów. W 1790 roku kupił je Józef Kończa herbu Ogończyk (Powała), skarbnik kowieński. W rękach jego męskich potomków wieś ta należała do II wojny światowej, choć dwukrotnie, po polskich powstaniach była pod sekwestrem. Długoletni jej właściciel, wnuk Józefa (syn Medarda) Medard Kończa (1808–1899), marszałek szlachty powiatu wiłkomierskiego, więziony i zsyłany przez władze carskie, dwukrotnie tracił i odzyskiwał majątek. Jego pierworodny syn, Medard po pobycie w więzieniu za udział w powstaniu styczniowym zmarł w 1868 roku. Po śmierci Medarda (marszałka) majątek dziedziczyli jego potomkowie w linii męskiej. Z Pauliną Montwid Białłozor (1821–1881) (córką Józefa Montwida Białłozora) Medard miał 4 córki i – poza Medardem – jeszcze dwóch synów: Pawła (1845–1917) i Franciszka (1855–1927). Był też Medard Kończa (marszałek) przodkiem dziennikarki telewizyjnej, Marii Przełomiec. 
Około 1900 roku majątek liczył 2300 dziesięcin ziemi.

### Przynależność administracyjna
| rok  | liczba ludności |
| ---- | --------------- |
| 1902 | 120             |
| 1959 | 140             |
| 1970 | 117             |
| 1979 | 74              |
| 1986 | 52              |
| 1989 | 29              |
| 2001 | 31              |
| 2011 | 23              |

- W I Rzeczypospolitej – w powiecie wiłkomierskim województwa wileńskiego Rzeczypospolitej[1];
- po III rozbiorze Polski (od 1795 roku) majątek leżał w gminie Siesiki, parafii siesickiej, w powiecie wiłkomierskim (ujeździe) guberni wileńskiej (w latach 1797–1801 guberni litewskiej), a od 1843 roku – guberni kowieńskiej Imperium Rosyjskiego[3];
- po I wojnie światowej wieś należała do Litwy, która w okresie 1940–1990, jako Litewska Socjalistyczna Republika Radziecka, wchodziła w skład ZSRR;
- od 1990 roku wieś leży na terenie niepodległej Litwy.

### Tajna polska szkoła w Łukini
Od lat 90. XIX wieku do I wojny światowej we dworze Kończów działała tajna polska szkoła dla lokalnych dzieci, jedyna na terenie powiatu wiłkomierskiego, stworzona i prowadzona przez Teodorę Kończówną (późniejszą żonę Kazimierza Maja), córkę Franciszka Kończy. Teodora miała brata bliźniaka, Medarda.

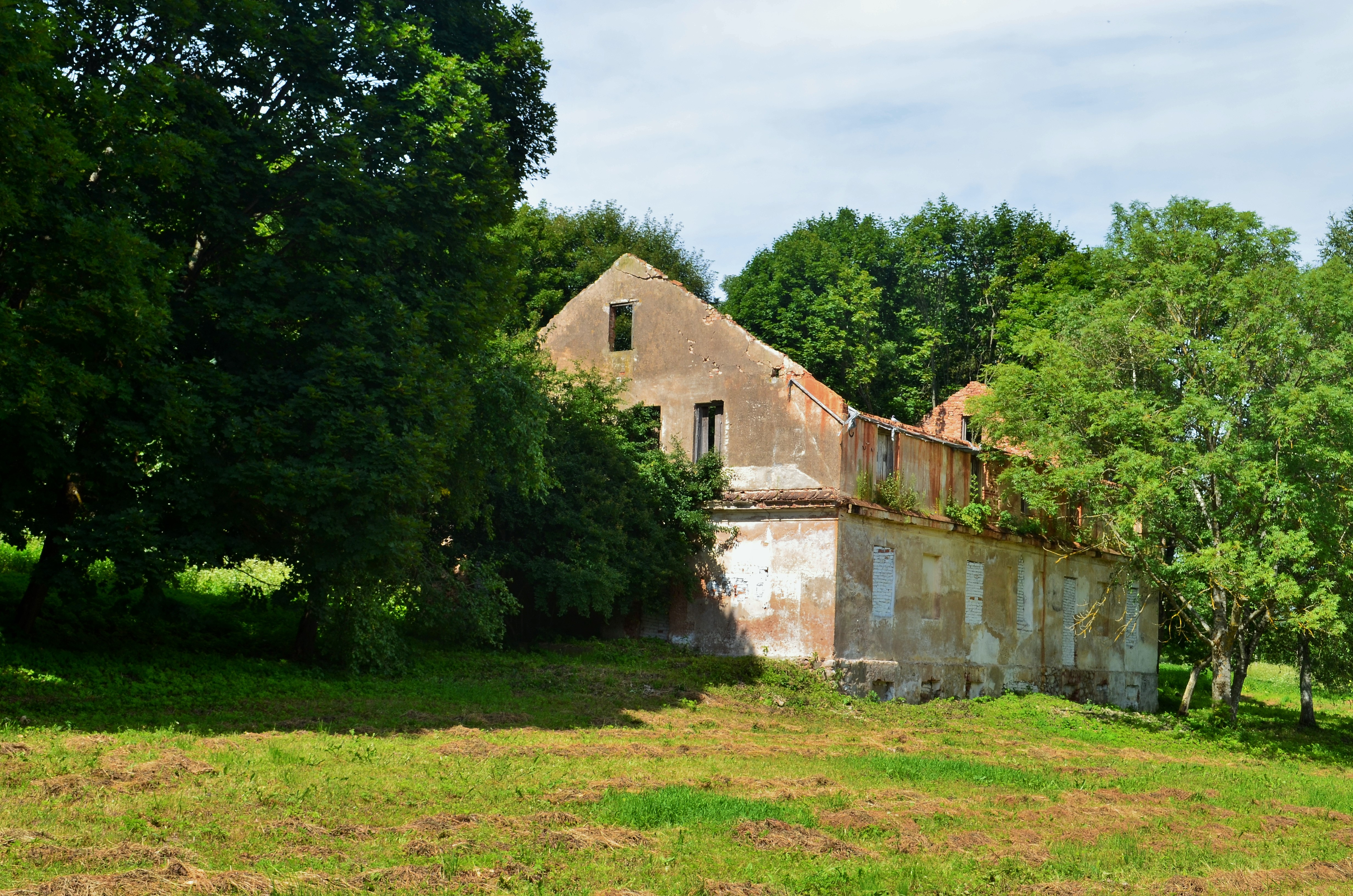
Ruiny oficyny dworskiej, 2017

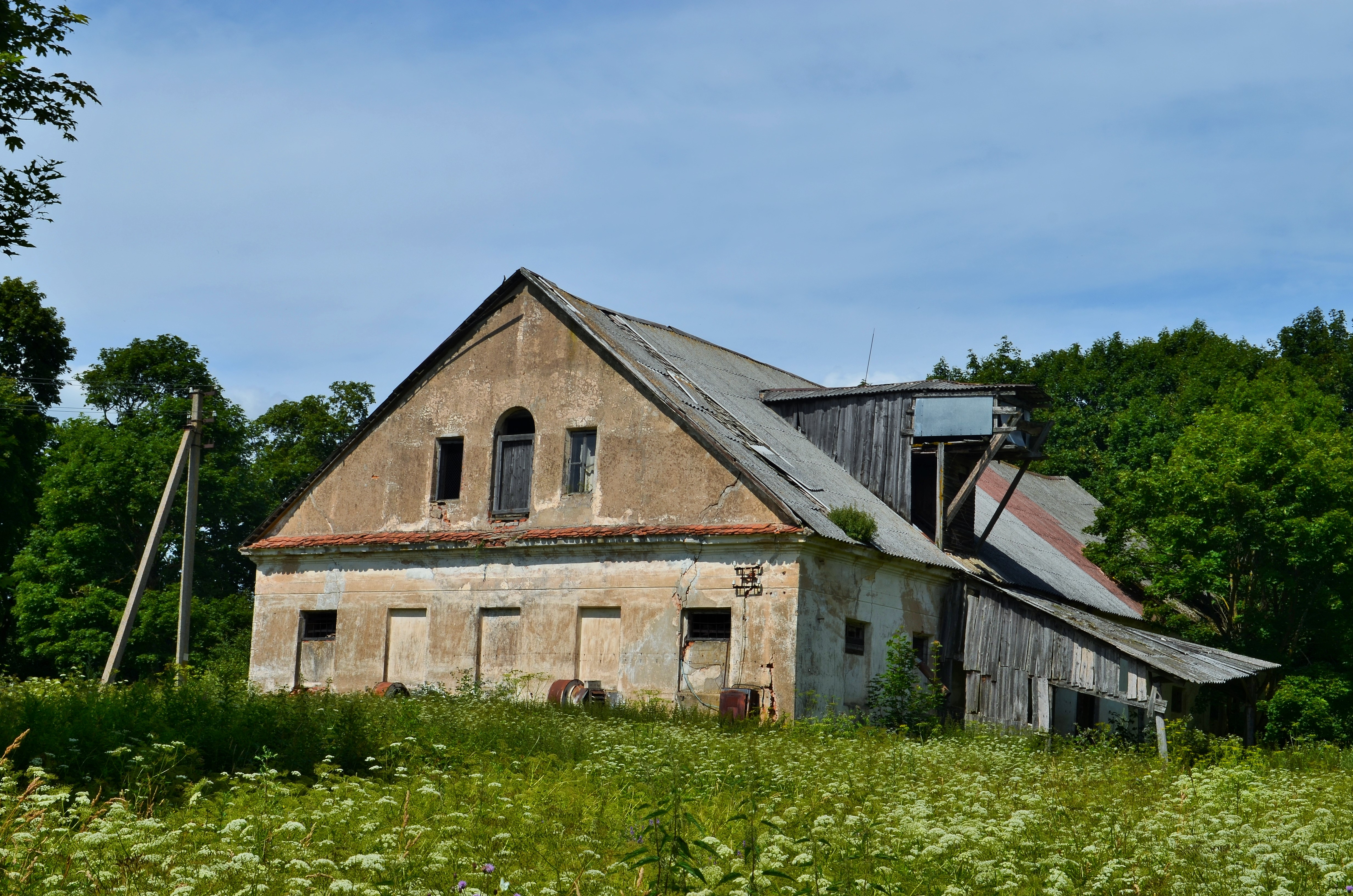
Świreń, pozostałości, 2017

## Dwór
Kończowie wybudowali w Łukini dwór na przełomie XVIII i XIX wieku i mieszkali w nim do 1940 roku. Był to jedenastoosiowy, drewniany dom na kamiennej podmurówce, na planie szerokiego prostokąta. Środkowe trzy osie to ganek z jednospadowym dachem wspartym na czterech ustawionych w rzędzie kolumnach. Cały dom był przykryty wysokim, czterospadowym, gontowym dachem. Pod koniec XIX wieku do domu dobudowano od tyłu dwa dodatkowe skrzydła boczne. Wnętrze zawierało 20 pokoi w układzie dwutraktowym. Pomieszczenia reprezentacyjne były od strony podjazdu, miały parkietowe posadzki i wysokie, płaskie piece kaflowe.
Medard Kończa, dwukrotnie wracając do odzyskanego domu, zastawał go splądrowanego, w związku z tym nie zachowało się żadne cenne jego wyposażenie. Zaginęły takie zabytki, jak portret olejny Medarda pędzla Jana Rustema, obrazy Piotra Michałowskiego, czy akt chrztu jednego z przodków właścicieli z 1501 roku. Część uratowanych dokumentów rodzina przekazała Bibliotece Jagiellońskiej.
Wokół domu był lasek ze ścieżkami spacerowymi, ze starymi alejami, wzdłuż których rosły mieszane, stare drzewa. Lasek otaczał sad owocowy. 
W 1940 roku majątek został upaństwowiony, a we dworze mieściła się dyrekcja sowchozu Siesiki.
Od 1992 roku pałac jest chroniony jako zabytek (pozycja 793 w rejestrze zabytków). Po dworze pozostały jedynie piwnice. Na terenie folwarku stoją ruiny kilku zabudowań gospodarczych.
Majątek Łukinia został opisany w 4. tomie Dziejów rezydencji na dawnych kresach Rzeczypospolitej Romana Aftanazego.